# À l'Olympia (album de Céline Dion)
Pour les articles homonymes, voir À l'Olympia.
Albums de Céline Dion
Les Premières Années
(1993) D'eux
(1995)
Singles
1. Calling You
Sortie : 19 décembre 1994

À l'Olympia est le quatorzième album de Céline Dion, et son deuxième album live, sorti le 14 novembre 1994.

## Historique
Extraits de la sixième tournée de Céline Dion (68 concerts en Amérique, Europe et Asie), les titres sont enregistrés lors de deux concerts complets à l'Olympia de Paris les 28 et 29 septembre 1994.
En 1994, Céline Dion est déjà une star au Canada et aux États-Unis et sa renommée va grandissant en France. Elle choisit alors de sortir un album enregistré en public à l'Olympia, où elle était passée dix ans plus tôt en première partie de Patrick Sébastien. Sur cet album sont présents des chansons de Dion chante Plamondon et quelques grands succès anglophones, augmentés de Elle, extrait de l'album C'est pour toi, et du célèbre Calling You, extrait de la bande originale du film Bagdad Café. Ce dernier titre est le seul à sortir en single. Aucune vidéo n'est tournée.
Bien que À l'Olympia n'ait pas été distribué sur les principaux marchés (États-Unis, Royaume-Uni, Japon, Australie), certaines chansons deviennent les faces B de singles anglophones en 1995 et 1996.

## Ventes
L'album s'est vendu à plus de 2 millions d’exemplaires dans le monde, dont 1 million uniquement en Europe. À l'Olympia a été vendu à hauteur de 200 000 exemplaires au Canada et a été certifié disque de platine et en France, où il atteint respectivement les 31e et 10e places. Dans le classement en Belgique francophone, en fonction depuis avril 1995, À l'Olympia atteint la 19e place.

## Liste des titres
| No  | Titre | Auteur                                                            | Durée |
| --- | --- | ----------------------------------------------------------------- | ----- |
| 1.  | Des mots qui sonnent                                                                                                | Luc Plamondon, Aldo Nova, Marty Simon                             | 4:15  |
| 2.  | Where Does My Heart Beat Now                                                                                        | Robert White Johnson, Taylor Rhodes                               | 8:16  |
| 3.  | L'amour existe encore                                                                                               | Plamondon, Richard Cocciante                                      | 4:17  |
| 4.  | Je danse dans ma tête                                                                                               | Plamondon, Romano Musumarra                                       | 4:27  |
| 5.  | Calling You | Bob Telson                                                        | 6:41  |
| 6.  | Elle | Eddy Marnay, Paul Baillargeon                                     | 3:12  |
| 7.  | Medley Starmania (Quand on arrive en ville/Les uns contre les autres/Le monde est stone/Naziland, ce soir on danse) | Plamondon, Michel Berger                                          | 6:33  |
| 8.  | Le Blues du businessman                                                                                             | Plamondon, Berger                                                 | 7:04  |
| 9.  | Le Fils de Superman                                                                                                 | Plamondon, Germain Gauthier                                       | 4:27  |
| 10. | Love Can Move Mountains                                                                                             | Diane Warren                                                      | 5:25  |
| 11. | Un garçon pas comme les autres (Ziggy)                                                                              | Plamondon, Berger                                                 | 3:19  |
| 12. | The Power of Love                                                                                                   | Candy DeRouge, Gunther Mende, Mary Susan Applegate, Jennifer Rush | 6:08  |
| 13. | Quand on n'a que l'amour                                                                                            | Jacques Brel                                                      | 4:08  |

## Distribution
| Pays   | Date             | Label                | Format      | Catalogue |
| ------ | ---------------- | -------------------- | ----------- | --------- |
| France | 14 novembre 1994 | Sony Music, Columbia | CD/Cassette | 4781612   |
| Canada | 15 novembre 1994 | Sony Music, Columbia | CD/Cassette | 80212     |

## Classements
| Pays              | Meilleure position | Certification | Vente     |
| ----------------- | ------------------ | ------------- | --------- |
| Belgique Flandres | 96                 | -             | -         |
| Belgique Wallonie | 19                 | -             | -         |
| Canada            | 31                 | Platine       | 200 000   |
| Europe            | 60                 | Platine       | 1 000 000 |
| France            | 10                 | Platine       | -         |